# Asediul Acrei (1291)
Asediul Acrei din 1291 a fost o operațiune militară care s-a soldat cu pierderea orașului Acra de către cruciați și la respectiva cucerire a cetății de către musulmani. Aceasta este considerată una dintre cele mai importante bătălii ale acelei perioade de timp. Deși acțiunile cruciaților au mai continuat, capturarea Acrei a marcat sfârșitul cruciadelor spre Levant. Căderea Acrei a însemnat nu numai pierderea ultimului bastion al Regatului Cruciat al Ierusalimului, dar și a Țării Sfinte. 

## Situația premergătoare
Pe 27 aprilie 1289 armatele sultanului mameluc Kalaun, după un asediu scurt care a durat puțin mai mult de o lună, au cucerit Tripoli. A fost un punct de cotitură în istoria decăderii Regatului Ierusalimului și punctul de plecare al declinului ultimei fortăreți creștine din Țara Sfântă - orașul Acra. La căderea orașului Tripoli, Europa a răspuns cu tăcere. Numai papa Nicolae al IV-lea, imediat după căderea orașului, a trimis spre Acra 20 de galere cu 1600 de mercenari lombarzi, fără însă a se preocupa de plata acestora. Lăsați fără mijloace, lombarzii au început să jefuiască satele învecinate populate de musulmani.
Cavalerii locali au oprit jefuitorii și i-au pus sub arest, dar despre acest fapt a aflat Kalaun. Foarte furios fiind, a crezut că înțelegerea de încetare a focului a fost încălcată de creștini, și a trimis o scrisoare prin care cerea pedepsirea vinovaților. Dar consiliul local sub presiune Arhiepiscopului Tirului, Bernard, care răspundea în fața Papei pentru acest contingent, a refuzat să condamne pe cei vinovați, subliniind faptul că aceștia se află sub competența exclusivă a papei. Tot atunci, Guillaume de Beaujeu, Marele Maestru al Ordinului Templierilor, s-a oferit să-l înșele pe sultan, în loc de executare cruciaților să-i execute pe criminalii din închisoarea cetății. Însă această propunere nu a fost aprobată de Consiliul Local, iar sultanului i-a fost trimis drept răspuns un mesaj vag, fapt pentru care  acesta a decis să înceapă războiul.

## Asediul orașului
Pe 5 aprilie Sultan Al-Esseraf a sosit de la Cairo, și și-a așezat trupele la marginea orașului Tal Al-Fukar. Pe 6 aprilie începe oficial asediul Acrei. Două zile mai târziu au sosit și și-au instalat catapultele, care pe 11 aprilie au început bombardarea regulată a fortăreții.
Din 11 aprilie până pe 7 mai, asediul orașului are un caracter slab din partea asediatorilor. Catapultele bombardează metodic zidurile, soldații încearcă să sape șanțuri, dar sunt îndepărtați de arbaleții de pe turnuri. Cruciații însă în mod contrar, atacă constant. Potrivit unor surse, în prima săptămână de asediu, templieriii au organizat un raid important, care a condus la capturarea și aducerea în oraș a 5000 de prizonieri.
Pe 13-14 aprilie cruciații au încercat o incursiune pe flancul drept al mamelucilor, însă furtuna a împrăștiat navele, și comandanții n-au mai riscat cu noi incursiuni.
Spre sfârșitul lunii aprilie, inginerii sultanului termină pregătirea mașinilor de asediu, iar pe 4 mai începe un bombardament masivă, care a durat zece zile, fără pauză. În aceeași zi, regele Henric ajunge în Acra, pe 40 de nave. Aducînd trupe: 100 de cavalerie și 3000 de infanteriști.
Pe 7 mai Henric a trimis soli la Al-Esseraf, cu o ofertă de pace, însă sultanul a cerut predarea a orașului, bombardamentele astfel au continuat, iar solii practic n-au fost executați. A opta zi din luna mai în urma bombardamentelor a fost distrus un turn și apărătorii au fost nevoiți să-l părăsească. Se pare că sosirea întăririlor din Cipru crește doar presiunea inamicului, și, iată, pe data de 10 vine punctul de cotitură. Ca urmare a bombardării  cade turnul Angliei, apoi turnul contesei de Blois, zidurile poarții Sf. Anthony și turnul Sf. Nicolae (astfel aproape toate fortificațiile, care erau în sectorul Franco-cipriot). Pe 15 mai se prăbușesc zidurile exterioare ale turnului Regal.
Regele Henric alături de fratele său Amalric își retrage trupele sale și se îndreaptă spre Cipru. Plecarea lui Henric a lăsat fără o apărare efectivă partea centrală a zidurilor. În acest timp, ciprioții, venețienii, pisanii, precum și alți locuitori părăsesc pe nave orașul. Templierii și Ospitalierii din aripa de stânga în mod repetat (de cel puțin trei ori), îi înfrîng pe atacatori și construiesc noi baricade. Dar mamelucii, folosindu-se de avantajul numeric și fără a calcula pierderile atacă din nou, și în cele din urmă, distrug o parte din ziduri și turnuri, făcând un decalaj de 60 de coți. Odată ce zidurile și turnurile au căzut, sultanul inițiază atacul general în dimineața zilei de 18 mai.

## Asalt
Asaltul a început în zori, în jurul sectorului central al cetății. Trupele regelui care au rămas se deplasează spre sectorul Ospitalierilor și Templierilor, care încearcă să recupereze pereții capturați, dar fără nici un rezultat. În același timp, atunci când încearcă să inițieze un nou contraatac, este rănit mortal de o săgeată Guillaume de Beaujeu.
O parte din Ospitalieri au plecat spre Cipru, transportându-l pe grav rănit-ul Marele Maestru. 
Cu toate acestea, Templierii și Ospitalierilor care au supraviețuit au respins atacul de la turnul Sf. Anthony. Al doilea focar de rezistență, a devenit "sectorul regal", care era condus de un reprezentant al regelui Angliei, Otton de Grandson.
Orașul a intrat în panică, oamenii s-au grabit în port spre bordul navelor, dar a început o furtună puternică. Templierul Roger de Flor care a capturat una dintre nave, a încercat să exploateze situația pentru a câștiga cerând bani de la doamne în schimbul salvării. Patriarhul Ierusalimului, Nicolae a ancorat în barcă atît de mulți refugiați încît barca s-a scufundat și cu ea au murit toți.
Spre seară, apărătorii care au supraviețuit, cei care nu au fugit, precum și cei care din cauza furtunii n-au părăsit orașul, s-au adunat la reședința Cavalerilor Templieri, și au decis să lupte până la sfârșit, alegînd-ul drept lider pe mareșalul Templier Pierre de Sevres.

## Consecințe
Îndată după ce s-a aflat despre căderea Acrei, pe 19 mai sa predat fără luptă Tir. La sfârșitul lunii iunie, a capitulat Sidon. Pe 31 iulie a fost capturat Beirut. Castelul Pelerinilor și Tortosa au fost părăsite de templieri între 3 și 14 august. Aceștia au  debarcat pe insula Ruad, care se afla la 3 km de Tortosa, și au apărat-o timp de următorii douăzeci de ani.